# Étienne Arago
Étienne Arago (9. února 1802 Perpignan – 7. března 1892 Paříž) byl francouzský spisovatel a politik.

## Biografie
Arago byl čtvrtý a nejmladší syn Bonaventura Araga. Jeho bratrem byl Dominique François Jean Arago (1786-1853), matematik, fyzik, astronom a politik. Jeho otec řídil mincovnu v Perpignanu. Během Restaurace Bourbonů dostal práci jako chemický laborant na École Polytechnique v Paříži. Zajímal se sice o politiku, ovšem prosadil se nejprve jako spisovatel. Psal estrády a komedie a založil několik časopisů, které však dlouho nevydržely.
Během Červencové revoluce v roce 1830 se Arago zapojil ke svržení Bourbonů. Byl zvolen jako poslanec za departement Pyrénées-Orientales do Národního shromáždění. Při revoluci roku 1848 sympatizoval Arago s povstalci a vyhnul se zatčení pouze útěkem do Belgie. Poté pobýval ve Velké Británii a v Turíně, až se v roce 1859 usadil opět ve Francii v Paříži.
Když byl 4. září 1870 svržen císař Napoleon III., jmenovala jej provizorní vláda (začátek Třetí republiky) starostou Paříže. Arago se úřadu neprodleně ujal a slíbil vypsat volby do nové městské rady. Protože ale tento slib nedodržel, vypukly 31. října nepokoje a Arago složil k 15. listopadu funkci. Rovněž svůj mandát v Národním shromáždění, do kterého byl zvolen 8. února 1871, složil několik dní poté a stáhl se do ústraní.
Až v roce 1878 se vrátil do veřejného života, když nastoupil na místo archiváře na École nationale supérieure des beaux-arts v Paříži, kde setrval až do konce svého života.